# Dysdera atlantica
Dysdera atlantica là một loài nhện trong họ Dysderidae.
Loài này thuộc chi Dysdera. Dysdera atlantica được Eugène Simon miêu tả năm 1909.